# الحجيلة
الحجيلة قرية فلسطينية من قرى الضفة الغربية وتقع في محافظة بيت لحم وقد وقعت تحت الاحتلال الإسرائيلي في حرب 1967 ولكنها تتبع السلطة الوطنية الفلسطينية الآن. ولها مجلس قروي.

## مصدر
1. ↑  محمد محمد شراب (1987)، ‎⁨معجم بلدان فلسطين ⁩، دمشق: دار المأمون للتراث، ص. 291، OCLC:1090683572، QID:Q133847970
2. ↑  "سبب التسمية | قرية دار صلاح | قضاء بيت لحم | موسوعة القرى الفلسطينية". palqura.com. مؤرشف من الأصل في 2023-09-30. اطلع عليه بتاريخ 2023-09-30.
3. ↑  "دائرة بيت لحم الانتخابية | مركز المعلومات الوطني الفلسطيني". info.wafa.ps. مؤرشف من الأصل في 2023-09-29. اطلع عليه بتاريخ 2023-09-30.